# Mérille (cépage)
La mérille N, est un cépage noir de cuve du vignoble du sud-ouest de la France.

## Origine et répartition
Le cépage appartient à la famille des Cotoïdes. Originaire du Tarn-et-Garonne. Il a colonisé une grande surface de la Dordogne (vignoble de Bergerac) au Tarn à la faveur de la reconstitution du vignoble après le tragique épisode phylloxérique. Sa régularité et ses rendements élevés ont plaidé pour lui. Il a aussi été planté en mélange avec le côt N ou la négrette N. Après la Seconde Guerre mondiale, il a subi l'accession des vignobles à l'AOC pour lequel il n'était pas recommandé. Entre 1958 et 1994, sa surface est passée de 2 422 à 100 ha.

## Étymologie et synonymie
Merilha désignait des cépages très différents de Bordeaux à Nice. Peut-être signifiait-il merveille ou vient-il de morillon autre nom de cépages venant de more, brun. 
Appelé bordelais à Fronton, racine bourdalès il indique un cépage originaire de bordes, métairie, par opposition aux vins des domaines, les cépages "nobles" que l'on vend. Il porte aussi le nom de vesparo ou vesparo à longue queue, guêpe, cépage sucré qui attire les guêpes ou feuille à taille de guêpe entre les nervures du lobe médian.

## Caractères ampélographiques
- Bourgeonnement  cotonneux blanc à liseré rosé.
- Jeunes feuilles bronzées en forme de cœur.
- Feuilles adultes à 5 lobes, gaufré entre les nervures du lobe médian qui présente une taille de guêpe.
- Grandes grappes à gros grains arrondis serrés.

## Aptitudes
- Culturales: Cépage à production régulière, il donne des rendements élevés en taille longue.
- Sensibilité: Il est peu sensible au mildiou et à l'oïdium, plus à la pourriture grise qui peut faire des ravages dans les grappes serrées. Il craint les acariens, les vers de la grappe et les cicadelles.
- Technologiques: Il donne un vin simple, léger en alcool et peu aromatique.

## Génétique
Trois clones ont été agréés, (no 444, 445 et 790) mais ils ne sont pas multipliés. 
Il a néanmoins fait l'objet de prospection pour conserver le maximum de variabilité génétique en collection.